# 나리타 토오루

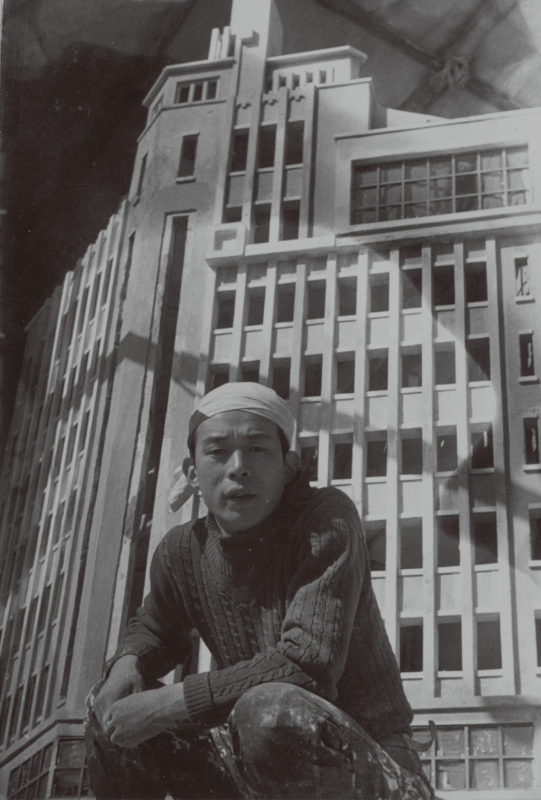
1955년 고질라 세트장에서

나리타 토오루(成田 亨)는 일본의 시각 예술가였다. 울트라 Q, 울트라맨, 울트라세븐 등 울트라 시리즈의 텔레비전 프로그램에 등장하는 인물들과 메카닉들을 만든 것으로 가장 잘 알려져 있다.

## 생애

### 생애 초기
나리타는 효고현 고베시에서 1929년 9월 3일에 태어났다. 그의 가족은 그가 태어난 직후 아오모리로 이사했다. 나리타는 생후 8개월 때 벽난로에 들어있던 숯을 잡는 바람에 왼손에 화상을 입어 이후 여러 차례 수술을 했음에도 불구하고 완전히 회복되지 않았다.
1936년 4월에 아오모리 시립 후루카와 초등학교에 입학했다. 8세 때 그의 가족은 현재 아마가사키시로 이사를 갔고, 리쓰다이 쇼진조 초등학교(현재의 아마가사키 시립 오쇼 초등학교)로 전학을 갔다. 나리타는 리쓰다이 쇼진조 제2초등학교(현재의 아마가사키 니시 초등학교)에서 4학년을 마치고, 14세가 될 때까지 6년간 머물렀다. 초등학교 시절 사투리와 왼손에 입은 화상으로 괴롭힘을 당했고 장래에 화가가 되고 싶다는 결심을 했다.
아오모리 중학교(현 아오모리 고등학교)를 졸업한 후, 나리타는 돈을 모으기 위해 인쇄공으로 일했고, 1950년 무사시노 미술학교(현 무사시노 미술대학)에 입학했다. 처음에는 서양화를 전공했지만 수업에 불만을 느껴 조각과로 옮겼다.

### 예술활동
무사시노 미술학교를 졸업한 후, 그는 1954년 영화 고질라에서 특수효과를 제작하며 돈을 벌었다. 1960년부터 특촬물 제작에 디자이너로서 참여하기 시작했다. 1965년부터 츠부라야 비주얼 이펙트 프로덕션에서 일하기 시작했다. 디자이너로 일하는 것 외에도 나리타는 조각가이자 화가, 그리고 특수 효과의 감독이기도 했다. 이후 울트라 시리즈의 제작에 참여하며 후에 "나리타의 괴물"로 알려진 괴수와 외계인 등을 제작했다. 1968년에는 프리랜서 예술가가 되었고 신간선대폭파, 마작방랑기 등의 영화 제작에 참여했다.
그는 일생 동안 교토 후쿠치에 위치한 공공 예술품인 악마 기념비를 포함하여 여러 유화와 조각을 제작했다. 전시회에서는 그의 그림을 "오타쿠 예술가들이 가장 좋아하는" 것이라고 설명했는데, 전시된 그림 시리즈는 여러 괴물이 건물, 돌, 나무 등의 무생물로 변하는 모습을 그린 것이다. 2015년에는 아오모리 박물관에서 그의 작품 700점을 포함한 대규모 회고전을 열었다. 이후 후쿠오카시 미술관에서도 같은 전시회가 열렸다.

### 죽음
나리타는 2022년 2월 26일, 72세의 나이에 뇌경색으로 사망했다.

## 작풍

### 괴수 디자인
나리타는 울트라맨은 코스모스(질서)의 상징이며 괴수는 카오스(혼돈)의 상징이라는 이념을 가지고 디자인에 임했다. 무생물을 포함해 모든 대상으로부터 영감을 얻은 뒤, 이를 자유롭게 변형하거나 조합하여 독창적인 형태를 창조했다. 비록 나리타를 제외한 감독이나 연출가들은 괴수의 외모를 더욱 무섭게 하여 악역으로서 임팩트를 강조하려 했지만, 나리타는 얼굴이 무너져 있거나 내장이 노출되는 등 혐오스러운 외형의 괴수는 어린이 프로그램에 적합하지 않다고 생각했다. 다음은 나리타가 고수한 괴수 디자인의 세 원칙이다.
1. 괴수는 요괴가 아니다. 손발이나 목이 늘어난 것 같은 요괴적인 괴수는 만들지 않는다.
2. 지구상의 동물을 그대로 키운 것뿐인 괴수는 만들지 않는다.
3. 몸이 파괴된 것처럼 섬뜩한 괴수는 만들지 않는다. 내장이 드러났거나 뇌가 튀어나오거나 피를 줄줄 흘리지 않는다.

또한 나리타는 비록 지구를 침략한 외계인이 지구인에게는 악의 편이어도, 고향 별에서는 용자이자 정의일 것이므로 신기한 멋이 있어야 한다고 보았다.
나리타의 괴수 중 발탄성인은 지금도 많은 인기를 얻으며 그의 대표작으로 거론되지만, 정작 나리타 본인은 매미인간에게 뿔과 큰 가위를 달아달라는 무의미한 주문이 싫었다며 자신의 대표작이라 말하기를 거부한다. 나리타는 케무르인을 자신의 예술적 이상에 비추어 회심의 외계인으로 꼽는다.
나리타는 또한 복잡한 디자인을 싫어했다. 디자이너가 기존 괴수 디자인의 틀 안에서만 생각하는 한 기존에 나온 괴수 디자인을 단순히 조합하거나 조금 더 복잡하게 만드는 것에 불과하다며 이를 디자인 타락이라 비판했다. 나리타는 새로운 영감을 추구했으며, 새로운 디자인은 반드시 단순한 모양을 하고 있어야 한다고 말했다. '인간은 생각할 수 없게 되면 사물을 복잡하게 만들고 타락하게 된다'고 말했다.